# Terremoto de Mozambique de 2006
El terremoto de Mozambique de 2006 fue un sismo registrado el 23 de febrero de dicho año en el este de África. El epicentro del fenómeno se localizó a 250 km de la ciudad de Beira y a 520 km de la capital mozambiqueña de Maputo. El terremoto se pudo percibir desde el sur de Zimbabue hasta el norte de Sudáfrica a pesar de que se sintió con mucha más fuerza en Mozambique y tuvo una magnitud de 7.0 grados en la escala sismológica de Richter, siendo el mayor movimiento en décadas en esa zona. Cinco personas murieron y 30 resultaron heridas.